# 코랄린

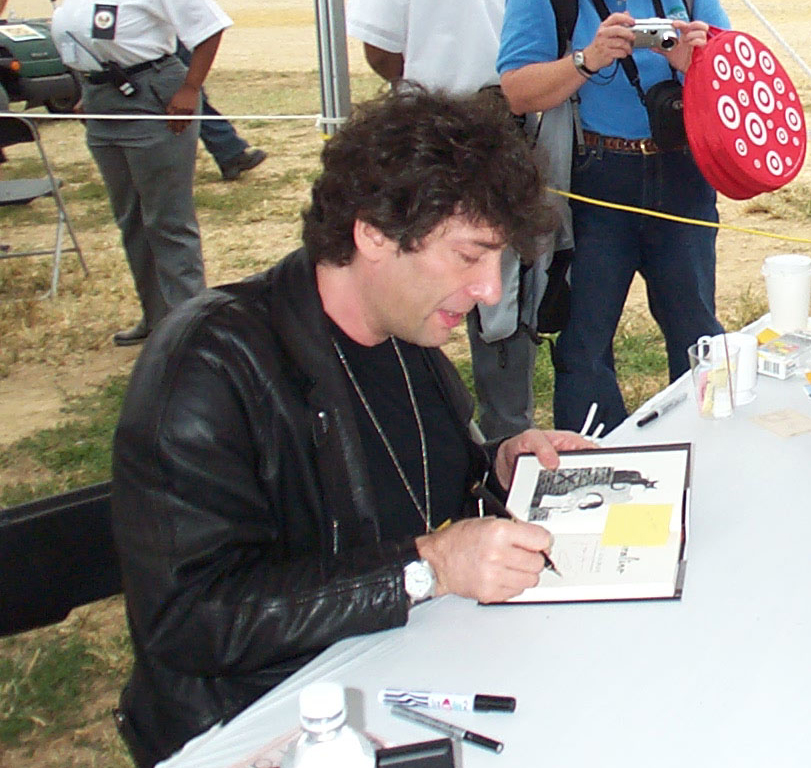

《코렐라린》(영어: Coraline)은 2002년 출판된 닐 게이먼의 아동 문학 작품이다. 2003년 휴고 최우수 소설상, 네뷸러 최우수 소설상을 수상하였다.
2009년에 라이카 스튜디오에 의해 《코렐라인: 비밀의 문》이라는 제목으로 영화화되었으며, 같은 해 5월에는 뮤지컬화되어 오프브로드웨이에서 공연되었다.

## 줄거리
코렐라인 가족은 오래된 집으로 이사 왔다. 그녀는 새로운 집에서 잠겨있는 작은 문을 발견하는데, 어느날 저녁 에 문이 열리게 된다. 코렐라인이 그 문을 통해서 기어가자, 그녀가 이사온 것과 똑같이 생긴 집이 나온다. 그곳에는 실제 세계의 집과는 달리 다정한 부모님과 맛있는 음식이 있다. 그리고, 원래 세계보다 친절하고 재미있는 이웃들도 있다. 그러나 이 문 너머의 세계의 모든 사람들은 단추 눈을 하고 있다. 또, 이 세계의 엄마는 코렐라인의 눈에 단추를 박아 그녀를 거울 너머 세계에 감금하고, 심지어는 그녀의 진짜 부모님을 납치해 거울속에 가둔다. 코렐라인은 그들과 맞서 싸워서 원래 세계로 돌아가야 한다.

### 등장인물
- 코렐라인 - 주인공. 새로 이사를 왔으며, 집 2층에 살고 있다. 호기심이 많고 탐험을 좋아하는 밝은 성격이다. 다른 엄마에게 잡혀간 부모님을 구하러 가기 위해서 다른 세계로 가고, 다른 엄마와 게임을 하는 등 용감한 면이 있다. 그리고, 나중에 열쇠와 다른 엄마의 손을 처리하기 위해서 인형놀이를 하는 등 머리를 쓰는 면도 있다.

- 엄마 - 주인공의 엄마이며, 새로 이사 온 집 2층에 거주한다. 서재에서 일하기 때문에 코렐라인과 같이 놀아주지를 못한다. 하지만, 코렐라인에게 초록색 장갑을 사주는 등 그녀를 사랑한다. 다른 엄마한테 잡혀서 아빠와 함께 스노우 글로브에 갇혔다. 나중에 코랄린이 집으로 돌아갈 때, 도와 준다.

- 아빠 - 주인공의 아빠이며, 새로 이사 온 집 2층에 거주한다. 엄마와 마찬가지로 바쁘셔서 코렐라인과 같이 놀아줄 시간이 없다. 하지만, 코랄린을 벌 떼로부터 먼저 도망치게 해주는 등 그녀를 사랑한다. 그러나 코렐라인은 아빠의 요리를 싫어한다. 다른 엄마한테 붙잡혀서 엄마와 스노우 글로브에 갇혔다. 나중에 코렐라인이 집으로 돌아갈 때, 적극적으로 도와 준다.

- 스핑크와 포서블 자매 - 코렐라인린 가족의 바로 아래층에 살고 있는 할머니들이다. 스코틀랜드산 테리어견를 키우고 있다. 젊었을 적에 연극 배우를 했었다. 점을 볼 줄 알아서 코렐라인에게 가운데에 구멍이 난 돌을 준다. 찻잎을 이용한 점을 통해서 코랄린에게 큰 위험이 닥쳤다고 경고한다.

- 괴짜 영감 - 코렐라인 가족의 바로 위층에 살고 있는 할아버지이다. 그는 코렐라인을 보고 언젠가는 생쥐 서커스를 보여주겠다고 말한다. 스핑크와 포서블 자매에게는 보보 할아버지라고 불린다. 유서 깊은 서커스 집안 출신이다.

- 고양이 - 코렐라인이 다른 세계에서 만난 원래 세계의 고양이다. 다른 세계의 인물들과 다르게 눈에 단추를 달고 있지 않다. 원래 세계에선 말을 하지 않지만, 다른 세계에서 말을 한다. 코렐라인에게 다른 엄마를 조심하라는 충고를 해준다.

- 다른 엄마 - 다른 세계에 살고 있는 엄마이다. 원래 세계의 엄마와 모습이 비슷하지만, 눈이 있어야 할 곳에 눈 대신 단추가 달려 있다. 원래 세계의 엄마와 달리 밝고 상냥하며, 코렐라인의 마음을 알고 함께 있어주려 한다.

- 다른 아빠 - 마찬가지로 눈에 단추가 달린 아빠이다. 원래 세계의 아빠보다 밝고 다정하며, 코렐라인과 대화를 하려 한다.

- 다른 스핑크와 다른 포서블 자매 - 다른 세계의 할머니들이다. 마찬가지로 눈에는 단추가 달려 있다. 실제 세계와 다른 점은 할머니들이 젊은 모습으로 변해서 묘기를 보여준다.

- 다른 괴짜 영감 - 다른 세계의 등장인물들과 마찬가지로 눈에 단추가 달려 있다. 춤추고 노래하는 서커스 생쥐들을 데리고 다닌다.

- 세 명의 아이들 - 다른 세계에서 거울 너머의 방에 갇혀 있는 아이들이다. 다른 엄마에 의해 눈과 목숨을 빼앗기고 유령이 되었다. 코렐라인이 원래 현실로 돌아갈 때, 결정적인 도움을 준다.

### 장소
- 다른 세계 - 새로 온 집의 문을 통해서 나온 세계이며, 현실 세계보다 다정하고 맛있는 음식이 있다. 하지만 새로 온 집과 그 주변 시설 이외에는 아무것도 존재하지 않는 미지의 공간이다.

## 게임
영화의 내용을 기반으로 한 게임이며 2009년에 출시되었다.